# Schiphol-Rijk
Schiphol-Rijk è un centro industriale facente parte dell'Aeroporto di Amsterdam-Schiphol, nella municipalità di Haarlemmermeer.
Le compagnie aeree Amsterdam Airlines e Arkefly hanno le loro sedi a Schiphol-Rijk.